# Monodora globiflora
Monodora globiflora är en kirimojaväxtart som beskrevs av Couvreur. Monodora globiflora ingår i släktet Monodora och familjen kirimojaväxter. Inga underarter finns listade i Catalogue of Life.